# Sträublesfest
Das Sträublesfest ist ein historisches Heimatfest im Schwäbisch Gmünder Stadtteil Hussenhofen. Es ist mit der Wallfahrt zur Kapelle auf dem Beiswang (Böbingen an der Rems) verbunden und ist benannt nach einem Gebäck, das in Süddeutschland überwiegend Strauben heißt.
Der erste Nachweis des Festes, das an Mariä Geburt oder in der darauffolgenden Woche (Oktav) abgehalten wird, findet sich in der Chronica (um 1800) des Schwäbisch Gmünder Chronisten Dominikus Debler, der selbst eifrig auf den Beiswang gewallfahrt ist und das Fest besucht hat. Er überliefert auch ein Sträubles-Rezept und schreibt auch, dass die Wirte in Hussenhofen mit den Wallfahrern gute Geschäfte machten.
In alten Ausgaben des „Remstal Boten“ finden sich regelmäßig Anfang September Einladungen zum Hussenhofer Sträublesfest. Auftraggeber waren immer die beiden Hussenhofer Gastwirte, der Kreuz-Wirt und der Gelbhaus-Wirt. So lautet beispielsweise eine Anzeige vom 8. September 1851:

„Nächsten Montag, den 8. September, also am Feiertage Mariä Geburt, hält der Unterzeichnete das herkömmliche Sträublesfest und lädt hiermit alle Sträublesfreunde mit dem Bemerken ein, daß zugleich gutbesetzte Tanzmusik stattfindet. Gez. Funk, Gastgeber zum ‚Gelben Haus‘“

Über viele Jahrzehnte hinweg wurde das Sträublesfest von den Hussenhofer Gastwirten abgehalten. Seit 1976 wird es vom Gesang- und Musikverein „Cäcilia“ Hussenhofen organisiert. Es kann als Heimatfest der Hussenhöfer gelten.